# Manuel José de Jesus
Manuel José de Jesus Silva ComM (Vila Real de Santo António, Vila Real de Santo António, Portugal, 9 de Abril de 1946) é um treinador de futebol português.
Treinou equipas como o Vitória de Guimarães, Sporting, Braga, Boavista FC, Benfica ou Al-Ahly. Treinou também a Seleção Angolana de Futebol. É o treinador ainda vivo com mais jogos disputados na Primeira Liga (560).
Foi no Al-Ahly onde se destacou, conseguindo o record de conquistar quatro Ligas dos Campeões Africanos, tendo disputado quatro finais consecutivas (entre 2005 e 2008), tendo vencido três dessas finais. Conquistou também quarto Supertaças de África e tornou-se no primeiro treinador a levar uma equipa africana (e a primeira equipa fora dos continentes Europeu e Americano) ao pódio do Campeonato de Clubes da FIFA em 2006.

## Carreira como treinador
Manuel José começou a treinar o  Sp. Espinho em 1978, onde conseguiu promoção para a Primeira Divisão de 1979–80. O seu primeiro período de gestão notório foi em Vitória de Guimarães, que ele treinou em 1982 e 1983, qualificando-os para a sua primeira Taça UEFA após um quarto lugar. Na temporada seguinte, mudou-se para o Portimonense e na segunda temporada, levou a equipa ao seu lugar mais alto na Primeira Divisão, o 5º, qualificando-os para a Taça UEFA. Mudando-se para o Sporting CP em 1985, ele foi demitido em sua segunda temporada, depois de seis jogos sem vitórias.
Ele é creditado por descobrir Luís Figo enquanto trabalhava no Sporting CP, fato que ele nega. Alguns dos seus jogos mais famosos da carreira no Sporting CP foram a vitória por 7-1 sobre o arqui-rival Benfica, a vitória mais ampla no Dérbi de Lisboa e a vitória por 9-0 fora contra o Íþróttabandalag Akraness, da Islândia, na Taça UEFA de 1986–87, um recorde que continua sendo a maior vitória fora de casa nas competições da UEFA. Mudou-se para o Sporting de Braga, onde não conseguiu encontrar o sucesso que havia encontrado em suas antigas equipas. Novamente no Sporting CP em 1990, ele foi demitido no mesmo ano depois de ter sido eliminado da Taça de Portugal por 1–2 no seu estádio, pela Marítimo.
Depois de falhar a promoção para a Primeira Liga 1991-92, com seu primeiro clube, o Sporting de Espinho, mudou-se para a Boavista, onde venceu a Taça de Portugal na sua primeira temporada, e a Supertaça, na época seguinte, em sua segunda, conseguindo também levar o Boavista novamente à final da Taça de Portugal, perdendo-a para o Benfica. Após cinco temporadas na Boavista, assinou com o Marítimo em 1996, embora tenha substituído Paulo Autuori como treinador do Benfica no meio da temporada 1996-97,  terminando em 3º lugar. Apesar dos maus resultados, ele permaneceu durante a próxima temporada até que uma derrota humilhante por 3 a 1 para o Rio Ave levou a direcção do Benfica a demiti-lo.
Em 1999, Manuel José assinou com a União de Leiria e saiu em abril 2001, para ser substituído por José Mourinho no seu segundo ano com sete jogos para serem disputados, enquanto a equipa estava na corrida pelo seu lugar mais alto de sempre, para assinar com gigantes egípcios, Al-Ahly, com o objetivo principal de vencer a Premier League egípcia. Ele conseguiu sua primeira vitória com o Al–Ahly num jogo amigável, por 1–0 sobre o Real Madrid. Ele conquistou a maior vitória contra o rival Zamalek por 6–1, antes de ser demitido por não ter conquistado a liga naquele ano, apesar de ter conquistado a sua primeira Liga dos Campeões Africanos e a Supertaça Africana com uma equipa formada principalmente por jovens estrelas promissoras como Hossam Ghaly. Ele voltou a Portugal para treinar o Belenenses em 2002, mas saiu para assinar novamente com o Al–Ahly no ano seguinte.
Desde que voltou para o Al-Ahly, Manuel José levou a equipa a recorde de 55 partidas consecutivas sem perder. Ele também conseguiu classificá-los para a Final da Liga dos Campeões Africanos quatro vezes consecutivas, em 2005, 2006, 2007 e 2008, vencendo todos, excepto a final de 2007, o primeiro treinador a alcançar tal feito e elevando sua marca para quatro títulos da Liga dos Campeões da CAF , tornando-o o treinador de maior sucesso da competição. Além disso, ele também venceu a Supertaça da CAF em 2006, 2007 e 2009, a Liga Egípcia cinco vezes consecutivas, 2004-05, 2005-06, 2006-07, 2007-08 e 2008-09, a Taça do Egipto 2005-2006 e 2006-07 e a Supertaça do Egipto quatro vezes consecutivas, 2005, 2006, 2007 e 2008.
Indiscutivelmente, seu melhor período no Al-Ahly foi a temporada 2005-2006, quando Manuel José conquistou o triplete africano ao vencer a Taça, a Liga e a Liga dos Campeões. Outros sucessos da temporada incluem os triunfos na Supertaça Nacional, a Supertaça Africana e o primeiro pódio de uma equipa africana no Campeonato do Mundo de Clubes. O Al-Ahly sofreu apenas três derrotas em 2006, com duas delas na Liga dos Campeões da CAF e outra no Campeonato do Mundo de Clubes da FIFA, na primeira metade da temporada 2006-2007, o que significa que a equipa ficou invicta durante todo o ano 2005. Na sexta temporada, essas conquistas permitiram que José ganhasse o prémio de Treinador do Ano da CAF em 2006, tornando-se o primeiro não africano a ganhar o prémio enquanto treinador de um clube. Embora surgissem relatos de que ele estaria perto de assumir a Selecção portuguesa depois da partida de Luiz Felipe Scolari, a Federação Portuguesa de Futebol contratou Carlos Queiroz. Manuel José foi homenageado pelo presidente egípcio Hosni Mubarak com a medalha de primeira classe do desporto, por suas contribuições ao Al-Ahly e ao futebol egípcio em 24 de dezembro de 2006 e a 6 de Junho de 2008 foi feito Comendador da Ordem do Mérito pelo presidente português Aníbal Cavaco Silva. A 13 de maio de 2009, José foi oficialmente nomeado pela Federação Angolana de Futebol como treinador da selecção nacional, tendo em vista a sua participação na Taça das Nações Africanas de 2010, que Angola sediou. Ele assinou um contrato de um ano e assumiu o cargo após terminar a temporada no Al-Ahly.
Manuel José foi agraciado com o prémio Globo de Ouro de Melhor Treinador Português em 2009 pela estação de televisão SIC, na sua quarta nomeação consecutiva. Após a derrota de Angola contra o Gana, nos quartos de final da Taça das Nações Africanas de 2010, ele pediu desculpas a todo o povo angolano pela eliminação prematura e deixou o cargo por mútuo acordo. A 31 de maio de 2010, o Al-Ittihad contratou o treinador português como seu novo técnico. Em dezembro de 2010, José Manuel renunciou após oito empates consecutivos que custaram ao Al-Ittihad a liderança do campeonato, sendo a primeira vez que José não concluiu um contrato em 10 anos.
A 1 de janeiro de 2011, Manuel José retornou ao Al-Ahly assinando um contrato de um ano e meio. Após a sua chegada ao Aeroporto Internacional do Cairo, ele foi recebido por cerca de 3.000 adeptos do Al Ahly. Ele foi apontado como provável sucessor de Hassan Shehata no comando da Seleção Egípcia de Futebol depois deste ter abandonado o cargo no início de junho de 2011. No entanto Bob Bradley foi escolhido para o cargo. A 7 de julho de 2011, José venceu seu sexto campeonato egípcio depois se recuperar um atraso de 6 pontos para os líderes da liga, o grande rival Zamalek, quando o Al-Ahly estava apenas no quarto lugar, e terminou à frente do Zamalek, o eventual vice-campeão, por 5 pontos. Durante a Tragédia de Port Said no dia 1 de fevereiro de 2012, ele foi socado e pontapeado, mas sem ficar ferido com gravidade. Ele afirmou que o seu relacionamento com o povo egípcio o salvou de ser morto. Logo após os confrontos, Manuel José fez uma doação de 47.000€ para o fundo criado pelo Al-Ahly para apoiar as famílias das vítimas e participou do velório realizado em homenagem àqueles que morreram. Quando ele voltou a Portugal, ele disse que queria terminar sua carreira no clube egípcio em memória das almas perdidas. Ele voltou ao Egipto alguns dias depois, a 16 de fevereiro. Após um amigável contra o Espanyol em Maio de 2012 que serviu de homenagem às vítimas de Port Said, Manuel José anunciou que tinha sido a sua última partida com o Al-Ahly, encerrando sua carreira como treinador no Egito. Na conferência de imprensa afirmou que o Al-Ahly tentou renovar seu contrato, mas recusou, devido à agitação política no Egipto e também pela paralisação do futebol no país, como afirmou "Estou muito triste por sair, mas a situação é muito difícil no Egipto. Ninguém quer saber do futebol. Toda a gente fala de política". Ele é reconhecido como uma lenda do futebol no Egipto pelos fãs do The Ultras, quer Zamlkawy ou Ahlawy.
A 3 de julho de 2012, Manuel José foi nomeado treinador do Persepolis e assinou um contrato de um ano com o clube, substituindo Mustafa Denizli, que renunciou ao cargo em junho de 2012 por motivos pessoais. A 7 de dezembro de 2012, foi anunciado que Manuel José não seria mais o treinador da equipa nos próximos jogos. A 10 de dezembro de 2012, ele foi oficialmente demitido pelo clube e substituído por Yahya Golmohammadi.

### Estatíticas
| Equipa       | Início       | Fim            | Performance | Performance | Performance | Performance | Performance | Performance | Performance | Performance |
| Equipa       | Início       | Fim            | J           | V           | E           | D           | %Vit        | GF          | GA          | +/-         |
| ------------ | ------------ | -------------- | ----------- | ----------- | ----------- | ----------- | ----------- | ----------- | ----------- | ----------- |
| Espinho      | Julho 1978   | Julho 1982     | 120         | 47          | 33          | 40          | 39.17       | 135         | 137         | –2          |
| Vitória SC   | Julho 1982   | Maio 1983      | 30          | 11          | 10          | 9           | 36.67       | 35          | 24          | +11         |
| Portimonense | Junho 1983   | Julho 1985     | 60          | 24          | 14          | 22          | 40.00       | 78          | 78          | 0           |
| Sporting CP  | Julho 1985   | Outubro 1986   | 40          | 23          | 10          | 7           | 57.50       | 91          | 42          | +49         |
| SC Braga     | Janeiro 1987 | Maio 1989      | 48          | 13          | 22          | 13          | 27.08       | 54          | 66          | –12         |
| Sporting CP  | Maio 1990    | Novembro 1990  | 9           | 3           | 3           | 3           | 33.33       | 16          | 15          | +1          |
| Boavista     | Maio 1991    | Maio 1996      | 170         | 77          | 45          | 48          | 45.29       | 236         | 169         | +67         |
| Marítimo     | Maio 1996    | Dezembro 1996  | 20          | 7           | 3           | 10          | 35.00       | 25          | 20          | +5          |
| Benfica      | Janeiro 1997 | Julho 1997     | 20          | 10          | 5           | 5           | 50.00       | 29          | 15          | +14         |
| Marítimo     | Maio 1999    | Dezembro 2000  | 37          | 18          | 11          | 8           | 48.65       | 39          | 30          | +9          |
| Belenenses   | Junho 2002   | Julho 2003     | 34          | 11          | 10          | 13          | 32.35       | 47          | 48          | –1          |
| Al-Ahly      | Julho 2003   | Junho 2009     | 169         | 129         | 27          | 13          | 76.33       | 279         | 97          | +182        |
| Angola       | Maio 2009    | Janeiro 2010   | 4           | 1           | 2           | 1           | 25.00       | 6           | 5           | +1          |
| Al-Ittihad   | Maio 2010    | Dezembro 2010  | 15          | 4           | 10          | 1           | 26.67       | 28          | 16          | +12         |
| Al Ahly      | Janeiro 2011 | Fevereiro 2012 | 15          | 11          | 3           | 1           | 73.33       | 28          | 12          | +16         |
| Persepolis   | Julho 2012   | Dezembro 2012  | 17          | 5           | 6           | 6           | 29.41       | 20          | 17          | +3          |
| Total        | Total        | Total          | 809         | 394         | 214         | 200         | 48.70%      | 1146        | 792         | +355        |

## Troféus

### Jogador
Benfica
- I Divisão: 1968–69

### Treinador
Sporting de Espinho
- II Divisão – Série Norte: 1978–79

Boavista
- Supertaça Cândido de Oliveira: 1992
- Taça de Portugal: 1991–92

Al-Ahly
- Campeonato Egípcio de Futebol: 2004–05, 2005–06, 2006–07, 2007–08, 2008–09, 2010–11
- Taça do Egipto: 2005–06, 2006–07
- Supertaça do Egipto: 2005, 2006, 2007, 2008
- Liga dos Campeões da CAF: 2001, 2005, 2006, 2008
- Supertaça da CAF: 2002, 2006, 2007, 2009
- Mundial de Clubes da FIFA: 3º lugar em 2006

### Individuais
- Globos de Ouro Melhor Treinador Português: 2009[12]
- Treinador do ano da CAF: 2006

### Prémios especiais
- Medalha de Primeira Classe do Desporto pelo Presidente Egípcio Hosni Mubarak
- Comendador da Ordem do Mérito, pelo Presidente Português Aníbal Cavaco Silva